# Sea-Watch 5
Die Sea-Watch 5 ist ein ehemaliges norwegisches Versorgungsschiff für Windkraft- und Ölplattformen. Das Schiff wurde 2010 von der Sealink Engineering & Slipway (Malaysia) gebaut und als Bravo Topaz in Dienst gestellt. Es fuhr unter den Namen Roxanne 42 (2010–2018) und Ocean Don (2018–2022). 2022 wurde das Schiff von dem Verein Sea-Watch für 4,5 Mio. Euro erworben und Anfang November 2022 als Sea-Watch 5 in Hamburg getauft. Bis Oktober 2023 wurde das Schiff in Flensburg umgebaut. Die Umbauten verzögerten sich dabei nach Angaben des Vereins u. a. aufgrund strenger Brandschutzauflagen.
Im Dezember 2023, rund sechs Wochen nach ihrer Indienstnahme, hat die Sea-Watch 5 bei ihren ersten Einsätzen in internationalen Gewässern erstmals rund 100 Personen aus Seenot im Mittelmeer gerettet und an Bord erstversorgt.
Das Schiff ist 58,3 m lang und 13,8 m breit und soll Platz für bis zu 500 Personen bieten. Es hat 1452 Bruttoregistertonnen und verfügt über zwei Hauptmotoreinheiten mit Cummins-Dieselmotoren mit 4400 kW Leistung.